# Tavuk Göğsü

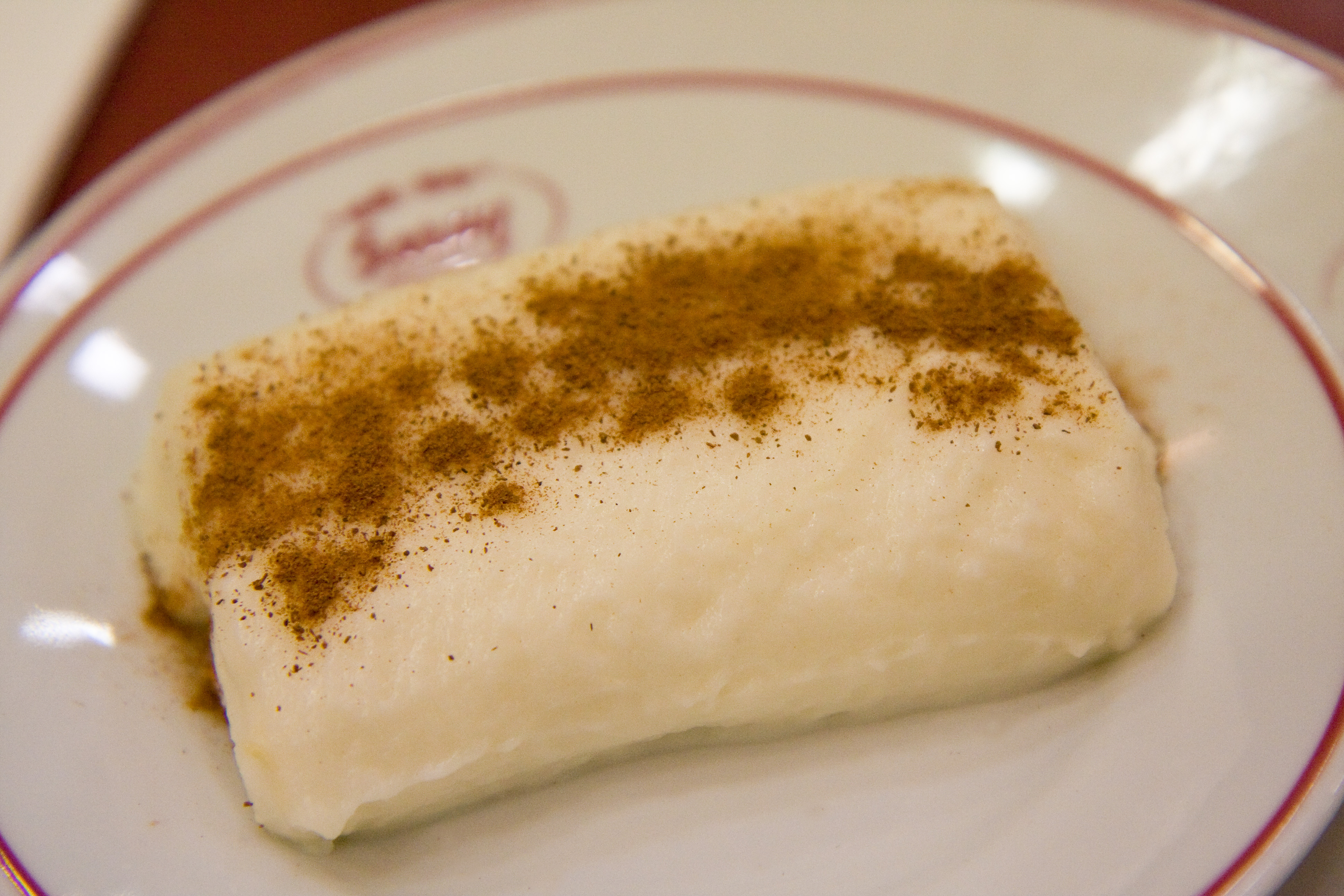
Tavuk Göğsü

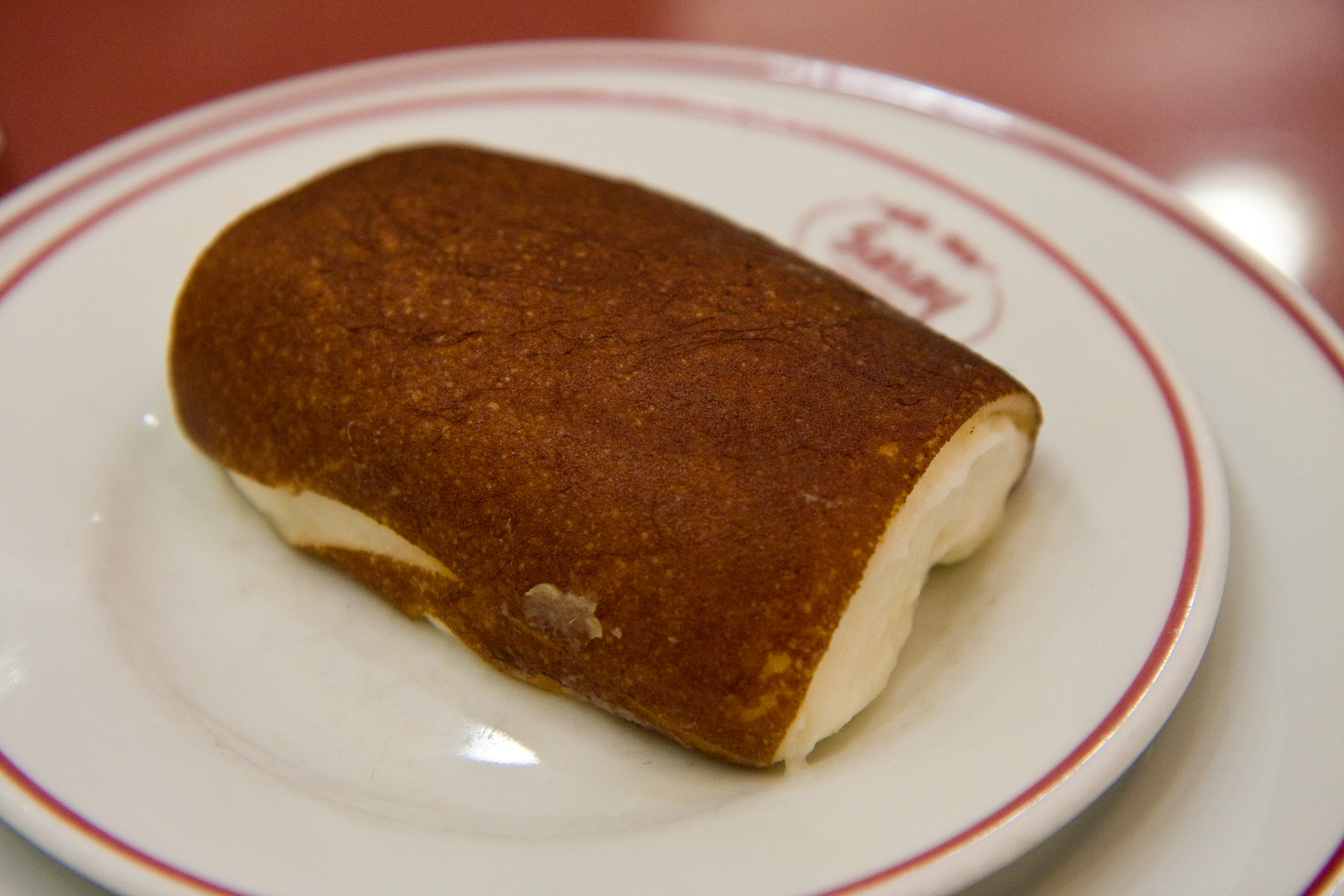
Kazandibi

Tavuk Göğsü (türkisch für Hühnerbrust) ist eine aus osmanischer Zeit stammende Süßspeise der türkischen Küche. Sie setzt sich aus Reismehl, Maisstärke, Milch, Puderzucker, Hühnerbrustfleisch und Salz zusammen. Optional kann man Tavuk Göğsü auch Mastix hinzufügen, was den Geschmack allerdings stark verändert. Auch kann man nach Geschmack Zimt darüberstreuen. Für die Zubereitung wird Hühnerbrust gekocht und in ihre Fasern aufgetrennt. Die anderen Zutaten werden im Mixer vermengt, bevor sie mit dem Hühnerfleisch vermischt werden. Die Kunst der Zubereitung besteht darin, dass man nicht merkt, dass diese Süßspeise Hühnerfleisch enthält. Ein ähnliches Gericht, das im Mittelalter in Europa sehr bedeutend war, ist Blanc manger. Eine weitere Süßspeise mit Fleischfasern, in diesem Fall vom Lamm, ist ein persisches Dessert mit Safran, namens Khoresht-e Mast. Ein ähnliches, aber breiweiches Gericht aus stundenlang gekochtem Fleisch und Getreide ist Haleem. Dieses wird im Iran, in Südindien (Hyderabad) und in Usbekistan besonders im Ramadan serviert.
Ein auf der Oberfläche gebräuntes Tavuk Göğsü wird „Kazandibi“ (Topfboden) genannt.